# Быков, Иван Михайлович (1923)
Ива́н Миха́йлович Бы́ков (5 октября 1923, дер. Козловка, Кстовский район, Нижегородская губерния — 23 сентября 1979, Горький) — Герой Советского Союза, командир взвода связи, старший сержант.

## Биография
Родился в семье крестьянина, русский. Получил неполное среднее образование, работал в колхозе.
С 1941 года — в рядах Красной Армии. На фронтах Великой Отечественной войны — с января 1942 года. Боевое крещение принял под Сталинградом. Под Новочеркасском был ранен. После госпиталя участвовал в ожесточённых боях под городом Орёл.
В 1943 году вступил в ВКП(б).
Командир взвода связи 446-го стрелкового полка (397-я стрелковая дивизия, 61-я армия, 1-й Белорусский фронт) старший сержант Быков в ночь на 12 января 1945 года с небольшой группой разведчиков преодолел реку Висла южнее Варшавы и ворвался в первую траншею врага. В течение 3 суток, отражая контратаки противника, поддерживал связь с командиром батальона, передавал сведения о противнике, корректировал огонь нашей артиллерии. После гибели командира десанта принял командование на себя. В ходе боёв лично уничтожил 16 гитлеровцев.
Звание Героя Советского Союза присвоено 27 февраля 1945 года.
В 1946 году демобилизовался, вернулся в родную деревню. Работал заместителем председателя колхоза, учился в областной сельскохозяйственной школе в Горьком, затем работал на заводе «Красная Этна» и на ГАЗе.
Похоронен на Аллее Героев на кладбище «Красная Этна» в Нижнем Новгороде.

## Награды
- медаль «Золотая Звезда»
- Орден Ленина
- Орден Отечественной войны 2 степени
- Орден Красной Звезды
- Медали.